# Columnea moesta
Columnea moesta är en tvåhjärtbladig växtart som beskrevs av Eduard Friedrich Poeppig. Columnea moesta ingår i släktet Columnea och familjen Gesneriaceae. Inga underarter finns listade i Catalogue of Life.